# Blomac
Blomac (occitanisch: gleichlautend) ist eine französische Gemeinde mit 254 Einwohnern (Stand 1. Januar 2022) im Département Aude in der Region Okzitanien.

## Lage
Die Gemeinde Blomac liegt an der Aude auf einer Höhe von etwa 320 Metern ü. d. M. rund 23 Kilometer östlich von Carcassonne bzw. ca. 40 Kilometer westlich von Narbonne. Blomac gehört zur geschichtsträchtigen Kulturlandschaft des Minervois und liegt im Weinbaugebiet Coteaux-de-Peyriac.

## Bevölkerungsentwicklung
| Jahr      | 1968 | 1975 | 1982 | 1990 | 1999 | 2006 | 2018 |
| Einwohner | 246  | 206  | 210  | 221  | 200  | 195  | 226  |

Im 19. Jahrhundert stieg die Einwohnerzahl von etwa 170 auf über 300 an. Die Reblauskrise im Weinbau, die Mechanisierung der Landwirtschaft und der damit einhergehende Verlust von Arbeitsplätzen führten zu einem deutlichen Rückgang der Bevölkerungszahlen bis auf die Tiefststände der letzten Jahrzehnte.

## Wirtschaft
Die Einwohner von Blomac lebten jahrhundertelang als Selbstversorger von der Landarbeit, wozu natürlich auch der Weinbau gehörte – die auf dem Gemeindegebiet produzierten Rot-, Rosé- und Weißweine werden über die Appellationen Aude, Languedoc, Pays Cathare, Minervois, Pays d’Oc und Coteaux de Peyriac vermarktet. Aber auch der Feldbau mit Weizen, Gerste und Kartoffeln spielte eine wichtige Rolle. Wegen der Wolle, des Käses und des Fleisches züchtete man auch Schafe und Ziegen. Heutzutage sind viele leerstehende Häuser zu Ferienwohnungen (gîtes) umgebaut worden.

## Geschichte
Der Ort hat wahrscheinlich römische bzw. gallorömische Ursprünge. Aus dem 10. Jahrhundert ist der Name Villa Bulmado überliefert; im 12. Jahrhundert wurde daraus Blumatum und noch später Blomat. Die Existenz einer der Kirche gegenüberliegenden mittelalterlichen Burg (château) ist belegt. Ort und Kirche gehörten lange Zeit zur Abtei Sainte-Marie de Lagrasse.

## Sehenswürdigkeiten
- Die Pfarrkirche Saint-Étienne ist ein romanischer Bau des 11. bis 13. Jahrhunderts. Besonders hervorzuheben sind die Blendbogengliederung an der Apsis, das im Jahr 1891 auf die Südseite verlegte Portal und der Glockengiebel im Westen. Das Kirchenschiff ist flachgedeckt; die Apsis zeigt die übliche Kalottenwölbung. Das Bauwerk wurde bereits im Jahr 1948 als Monument historique anerkannt.[1]
- Das heutige Château de Blomac ist ein Bau des 18. Jahrhunderts und dient als Hotelanlage gehobenen Standards.